# Dominio de la frecuencia
El dominio de la frecuencia es un término usado para describir el análisis de funciones matemáticas, señales o movimiento periódico respecto a su frecuencia.
Un gráfico del dominio temporal muestra la evolución de una señal en el tiempo, mientras que un gráfico frecuencial muestra las componentes de la señal según la frecuencia en la que oscilan dentro de un rango determinado. Una representación frecuencial incluye también la información sobre el desplazamiento de fase que debe ser aplicado a cada frecuencia para poder recombinar las componentes frecuenciales y poder recuperar de nuevo la señal original.
El dominio de la frecuencia está relacionado con las series de Fourier, las cuales permiten descomponer una señal periódica en un número finito o infinito de frecuencias.
El dominio de la frecuencia, en caso de señales no periódicas, está directamente relacionado con la Transformada de Fourier.